# Depressão pré-natal
Depressão antenatal, também conhecida como depressão pré-natal ou perinatal, é uma forma de depressão clínica que pode afetar uma mulher durante a gravidez, e pode ser um precursor da depressão pós-parto se não for tratada adequadamente. Estima-se que entre 7% e 20% das mulheres grávidas sejam afetadas por essa condição. Qualquer forma de estresse pré-natal sentido pela mãe pode ter efeitos negativos em vários aspectos do desenvolvimento fetal, causando danos à mãe e ao bebê. Mesmo após o nascimento, a criança de uma mãe deprimida ou estressada sente os efeitos: tende a ser menos ativa e pode apresentar sofrimento emocional. A depressão antenatal pode ser causada pelo estresse e preocupação que a gravidez traz, mas em um nível mais severo. Outros fatores incluem gravidez não planejada, dificuldade para engravidar, histórico de abuso e situações econômicas ou familiares.
Comumente, os sintomas envolvem a forma como a paciente se vê, como se sente em relação a passar por um evento transformador, as restrições que a maternidade impõe ao seu estilo de vida, ou como o parceiro ou a família se sentem em relação ao bebê. A gravidez impõe grande esforço ao corpo da mulher, por isso estresse, alterações de humor, tristeza, irritabilidade, dor e mudanças de memória são esperados. Se não for tratada, a depressão antenatal pode ser extremamente perigosa para a saúde da mãe e do bebê. É altamente recomendado que gestantes que sintam estar passando por isso conversem com seu médico. Mulheres com histórico de problemas de saúde mental também devem informar o médico logo no início da gravidez para ajudar na prevenção de sintomas depressivos.

## Sinais e sintomas
A depressão antenatal é classificada com base nos sintomas da mulher. Durante a gravidez, muitas mudanças de humor, memória, hábitos alimentares e sono são comuns. Quando esses traços se tornam severos e passam a alterar a vida diária, considera-se um quadro de depressão antenatal. Os sintomas incluem:
- Incapacidade de se concentrar
- Ansiedade e medo intensos
- Dificuldade de memória
- Sensação de entorpecimento emocional
- Irritabilidade extrema
- Dormir demais ou de menos, ou sono agitado
- Fadiga extrema ou persistente
- Desejo de comer em excesso ou não comer nada
- Perda ou ganho de peso não relacionados à gravidez
- Perda de interesse sexual
- Sensação de apreensão constante, inclusive em relação à gravidez
- Sentimentos de fracasso ou culpa
- Tristeza persistente
- Pensamentos de suicídio ou morte[6]

Outros sintomas podem incluir incapacidade de se sentir animada com a gravidez ou o bebê, sensação de desconexão em relação ao feto e dificuldade de criar vínculo com ele. Isso pode afetar gravemente a relação entre mãe e bebê, bem como a capacidade da mãe de cuidar de si mesma, levando a riscos ainda maiores. A depressão antenatal pode ser desencadeada por vários fatores, como problemas de relacionamento, histórico pessoal ou familiar de depressão, infertilidade, perda gestacional, complicações na gravidez e histórico de abuso ou trauma.

### Início e duração dos sintomas
A depressão antenatal pode ser causada por muitos fatores. Frequentemente está associada ao medo e estresse da gravidez. Outros fatores incluem gravidez não planejada, hiperêmese gravídica, problemas financeiros, condições de moradia e relações com o pai ou a família. Normalmente, os sintomas depressivos relacionados à gravidez são categorizados como depressão pós-parto, devido ao início ocorrer após o parto. Estudos mostraram a seguinte distribuição no surgimento dos sintomas:
- 11,8% às 18 semanas
- 13,5% às 32 semanas
- 9,1% 8 semanas após o parto
- 8,1% 8 meses após o parto[12]

Um artigo do BabyCenter observou que “por anos, especialistas acreditavam, erroneamente, que os hormônios da gravidez protegiam contra a depressão, deixando as mulheres vulneráveis apenas após o nascimento do bebê e a queda hormonal subsequente”. Isso pode explicar por que a depressão antenatal só foi identificada recentemente.

## Prevalência e causas
A prevalência da depressão antenatal varia de acordo com a região do mundo. Nos Estados Unidos, é vivenciada por até 16% das mulheres grávidas, enquanto no Sul da Ásia chega a afetar até 24%. Sua prevalência vem aumentando conforme mais estudos médicos são realizados. Antes, acreditava-se que fosse apenas o estresse normal associado à gravidez e, por isso, era muitas vezes ignorada.
Pode ser causada por diversos fatores, geralmente ligados à vida pessoal da mãe, como família, condição econômica e estado civil. Também pode ser resultado de mudanças hormonais e físicas próprias da gravidez.
Outros fatores de risco incluem falta de apoio social, insatisfação conjugal, ambientes de trabalho discriminatórios, histórico de violência doméstica e gravidez não planejada ou indesejada. Estudos indicam que pode haver ligação entre depressão antenatal e pós-parto em mulheres com baixos níveis de vitamina D.
Há maior risco de depressão antenatal em mulheres de países de baixa renda, que têm menos acesso a cuidados de saúde de qualidade, enfrentam dificuldades econômicas e carecem de rede de apoio.
A depressão antenatal também pode ser vivida por pais que se identificam como parte da comunidade LGBTQ+. Estudos sobre homens trans grávidos mostram que a disforia de gênero é uma das principais fontes de depressão antenatal nesse grupo. Como já existem altos índices de isolamento e solidão nesse grupo, a gravidez tende a intensificar esses sentimentos.

## Triagem
As triagens de saúde mental perinatal são importantes para detectar e diagnosticar precocemente a depressão antenatal e pós-parto. O Colégio Americano de Obstetras e Ginecologistas é uma das entidades que recomendam fortemente a triagem universal de gestantes e puérperas para depressão como parte do cuidado obstétrico de rotina.
Alguns estados norte-americanos, como a Califórnia, já possuem leis que obrigam a triagem durante as consultas, reconhecendo que a detecção precoce acelera o tratamento. O Patient Health Questionnaire 9 (PHQ-9) é uma das ferramentas utilizadas. Outra é a Edinburgh Postnatal Depression Scale, desenvolvida para o pós-parto, mas validada também para uso durante a gravidez.
O PHQ-9 é uma escala de severidade confiável, baseada nos critérios do DSM-IV, composta por nove itens correspondentes aos critérios diagnósticos. O teste é autoadministrado e geralmente aplicado em consultas de atenção primária.
No entanto, não basta realizar a triagem: é necessário garantir encaminhamento para tratamento e acompanhamento contínuo.
Pesquisas indicam que mulheres obesas tendem a desenvolver problemas de saúde mental com maior frequência e devem relatar sintomas ao médico já na primeira consulta pré-natal.

## Tratamento
O tratamento da depressão antenatal apresenta muitos desafios, pois o bebê também é afetado por qualquer tratamento administrado à mãe. Existem opções de tratamento tanto não farmacológicas quanto farmacológicas que podem ser consideradas por mulheres com depressão antenatal.

### Terapia não farmacológica

#### Psicoterapia
A psicoterapia é recomendada para qualquer mulher com depressão antenatal, pois é uma forma eficaz de a mãe expressar seus sentimentos com suas próprias palavras. Especificamente, a terapia cognitivo-comportamental ajuda de forma eficaz a reduzir os sintomas da depressão antenatal. Além da psicoterapia, recomenda-se a avaliação de um psiquiatra, pois ele pode verificar se a medicação será benéfica e indicar tratamentos específicos, se necessário. O apoio familiar também pode desempenhar um papel no auxílio aos aspectos emocionais da depressão antenatal.
Embora especialistas em saúde mental sejam treinados para fornecer intervenções de aconselhamento, resultados de uma revisão sistemática e meta-análise recentes da literatura mostraram que prestadores não especializados, como conselheiros leigos, enfermeiros, parteiras e professores sem formação formal em aconselhamento, frequentemente preenchem a lacuna na prestação de serviços eficazes relacionados ao tratamento da depressão e da ansiedade.

#### Terapia com exercícios
Estudos sugerem que formas de exercício podem ajudar nos sintomas depressivos tanto antes quanto após o parto, mas não os previnem totalmente.
Opções de exercício estudadas para ajudar a reduzir sintomas:
- Ioga[33]
- Caminhada
- Alongamento
- Exercício aeróbico[34]

### Medicamentos
Ao discutir opções medicamentosas para depressão antenatal, é importante solicitar ao profissional de saúde prescritor que compartilhe mais detalhes sobre todos os riscos e benefícios dos medicamentos disponíveis. Durante a gravidez, existem dois principais tipos de antidepressivos utilizados: antidepressivos tricíclicos (ATCs) e inibidores seletivos da recaptação da serotonina (ISRSs). Uma vez prescritos, os antidepressivos mostraram-se eficazes no tratamento da depressão antenatal. Espera-se melhora do humor em cerca de 2 a 3 semanas, com possibilidade de maior conexão da mãe com o bebê. Os benefícios relatados incluem retorno do apetite, melhora do humor, mais energia e melhor concentração. Os efeitos colaterais são considerados leves, embora possam ocorrer. Até o momento, não foram associadas anomalias no bebê ao uso de antidepressivos durante a gravidez. Pode ser verdade que o uso materno de ISRSs durante a gravidez leve a dificuldades de adaptação do recém-nascido às condições fora do útero imediatamente após o parto. Alguns estudos indicam que bebês expostos a ISRSs no segundo e terceiro trimestres foram mais propensos a serem admitidos em UTI neonatal por razões respiratórias, cardíacas, baixo peso e outras. Bebês expostos a ISRSs por cinco meses ou mais antes do nascimento apresentaram maior risco de escores de Apgar mais baixos 1 e 5 minutos após o parto. No entanto, a exposição pré-natal a ISRSs não foi associada a impacto significativo na saúde mental e física de longo prazo das crianças. Esses resultados não são independentes dos efeitos da própria depressão pré-natal nos bebês.

## Conexão com depressão pós-parto e estresse parental
Estudos encontraram uma forte ligação entre a depressão antenatal e a depressão pós-parto em mulheres. Em outras palavras, mulheres que apresentam depressão antenatal têm grande probabilidade de também desenvolver depressão pós-parto. A causa está na continuidade da depressão antenatal após o parto. De forma prática, faz sentido que mulheres deprimidas durante a gravidez também estejam deprimidas após o nascimento do bebê. Dito isso, há fatores que determinam exclusivamente a presença de depressão pós-parto e que não estão necessariamente ligados à depressão antenatal. Exemplos incluem variáveis como classe socioeconômica e se a gravidez foi planejada ou não.
Um estudo recente de Coburn et al. mostrou que, além dos efeitos pré-natais, sintomas depressivos maternos mais elevados no período pós-parto (12 semanas) estavam associados a maiores preocupações com a saúde do bebê. Isso é consistente com outras descobertas entre mulheres mexicano-americanas de baixa renda e seus bebês. Mulheres com sintomas depressivos pré-natais têm mais chances de desenvolver depressão pós-parto, o que também pode trazer consequências negativas para os filhos, como problemas emocionais e de comportamento, dificuldades de apego, déficits cognitivos, crescimento e desenvolvimento físico prejudicados, além de hábitos e atitudes alimentares inadequados. Além disso, a depressão materna afeta os comportamentos parentais, o que, por sua vez, pode influenciar os resultados infantis. Assim, a saúde mental das mulheres ao longo do período perinatal deve ser prioridade, não apenas para apoiá-las, mas também para promover o funcionamento ideal de seus bebês.

## Depressão antenatal e saúde do bebê
A depressão durante a gravidez está associada a um risco aumentado de aborto espontâneo. Uma revisão de Frazier et al. mostrou que estresse agudo e crônico durante a gestação pode reduzir a atividade imunológica adequada nesse período e possivelmente induzir o aborto espontâneo. Ainda há debate se o aborto é devido ao estado depressivo da mãe ou ao uso de antidepressivos. Um grande estudo realizado na Dinamarca observou maior incidência de abortos no primeiro trimestre em mulheres deprimidas não expostas a ISRSs em comparação às não deprimidas expostas a ISRSs, indicando que o aborto pode estar mais relacionado ao estado psicológico da mãe do que ao uso do medicamento.
Os sintomas depressivos em gestantes estão associados a piores resultados de saúde nos bebês. As taxas de hospitalização são maiores em bebês nascidos de mulheres com altos níveis de depressão durante a gestação. Amamentação reduzida, baixo crescimento físico, menor peso ao nascer, idade gestacional precoce e altas taxas de infecção diarreica estão entre os desfechos relatados. Rastreamentos positivos para depressão antenatal realizados no primeiro ou terceiro trimestre foram considerados fatores de alto risco para a interrupção precoce da amamentação. Estudos também relatam que os efeitos ambientais da depressão materna impactam o feto em desenvolvimento a ponto de os efeitos serem perceptíveis até na vida adulta. Os impactos são piores em mulheres de baixa condição socioeconômica. Em um estudo recente de Coburn et al., sintomas depressivos maternos pré-natais predisseram significativamente maior número de problemas de saúde infantil com 12 semanas (3 meses) de idade. As preocupações incluíram erupções cutâneas, cólicas, resfriados, febre, tosse, diarreia, infecções de ouvido e vômitos. Outros problemas em contextos de baixa renda incluem baixo peso ao nascer e partos prematuros.
Uma área de pesquisa interessante tem analisado o papel de variáveis de confusão na relação entre depressão materna pré-natal e problemas de saúde infantil. Idade materna, parceiro, escolaridade, renda familiar, status de imigração, número de filhos, amamentação, idade gestacional e peso ao nascer estão entre os fatores mediadores ou moderadores correlacionados a problemas de saúde do bebê. Os estudos sobre sintomas depressivos pós-parto são relativamente mais numerosos do que os sobre depressão pré-natal, e pesquisas futuras devem considerar o papel de diversos fatores durante a gravidez que podem impactar a saúde infantil, inclusive na vida adulta.

## Perspectiva masculina sobre a depressão antenatal
Mais de 10% dos pais apresentam depressão perinatal paterna (DPP). Os sintomas geralmente aparecem como fadiga ou mudanças nos padrões de sono e alimentação. Uma revisão sistemática de 2016 também apontou que 4–16% dos homens apresentaram ansiedade durante o período antenatal. Homens cujas parceiras sofrem de depressão antenatal ou pós-natal frequentemente relatam receber menos afeto e intimidade delas. Se surgirem sintomas de depressão antenatal nas mães, recomenda-se que os pais incentivem suas parceiras a conversar sobre a condição com um profissional de saúde. Também é importante que o pai procure apoio para si. Pais com depressão são mais propensos a bater nos filhos e menos propensos a interagir com eles. Um estudo sueco com 366.499 nascimentos observou que a depressão paterna diagnosticada próximo à concepção ou durante a gravidez foi associada a maior risco de parto prematuro. No entanto, uma depressão paterna pré-existente não mostrou correlação, o que pode estar relacionado à percepção materna das mudanças no humor do parceiro.